# Valcke (Adelsgeschlecht)

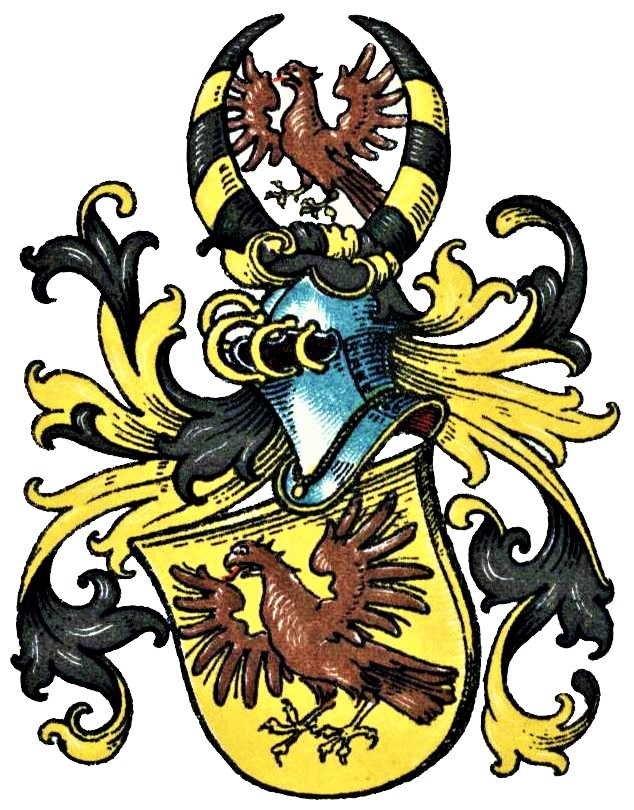
Wappen der Valcke im Wappenbuch des Westfälischen Adels

Valcke (auch: Valke, Falke, Falco o. ä.) ist der Name eines westfälischen Adelsgeschlechts.

## Geschichte
Das Geschlecht stammt aus dem nordwestlichen Teil des Münsterlands. Es gehörte zum westfälischen Adel und hatte schon 1221 seinen Lehnbesitz in der Umgebung von Ahaus und Steinfurt. Es besaß bei Coesfeld Darfeld und Rockel, bei Lüdinghausen Vennhausen, bei Tecklenburg Velpe, den Falkenhof in Rheine, einen Burgmannsitz auf Burg Nienborg (Hohes Haus) sowie Steinfurt und die dort gelegenen Sitze Horstmar und Laer. 1349 erscheint Dethmar Valcke. Dessen Sohn Conrad Valcke war mit Nese (Agnes) verheiratet. Zusammen mit ihren Söhnen Tetmar, Goswin und Bernd sowie ihren Töchtern Heylken (Adelheid) und Fye (Sophie) verpfändeten sie 1382 den Offenkamp. 1400 wurden Hermann und Deitmar Valcke Dienstmänner der Abtei Werden. 1411 verkauften Heinrich Valcke und Belike, seine Frau, zusammen mit ihren Kindern Bernd, Hermann, Wibbecke und Fye eine Rente aus Gütern im Kirchspiel Darfeld, Bauerschaft Wersche. 1413 erscheinen Heinrich Valcke und Bate, seine Frau, sowie deren Sohne Hydenreich, Bernd und Hermann. 1418 wurde Henrich Valcke mit dem Münsteraner Amtshof zu Laer, ein Schulzenlehen des Doms zu Münster, belehnt, wie schon zuvor sein Vater Bernd. Cord Valcke war 1443 Richter zu Laer. Zusammen mit seiner Frau Gertrud und seinen Kindern Ludeke, Johann und Grete verkaufte er in jenem Jahr eine Rente aus einem Haus zu Coesfeld an Cordt Valcke, Vikar der Nicolaus-Kapelle zu Münster. 1485 legte Henrich Valcke den ersten Stein der Pfarrkirche in Laer. Der Stein trägt die Inschrift „IN´T JOER 1484 UN EEN LAG HENRICH VALCK DEN EERSTEN STEEN“. Er ist in der Turmhalle der Pfarrkirche bis heute zu sehen. 1511 wurde Johann von Valcke zu Rockel und Laer belehnt. Er war mit Anna von Nagel verheiratet. 1521 saß Henrich Valcke zu Haus Wersche (auch: Weersche), einem Rittergut in Osterwick. Der Drost Bernd Valcke besaß 1516–1544 das Burghaus Valkenroth vor den Mauern von Vechta. Die Familie erlosch mit dem Tod von Isabelle Marie Valcke, Stiftsdame im Stift Nottuln im Jahr 1731.

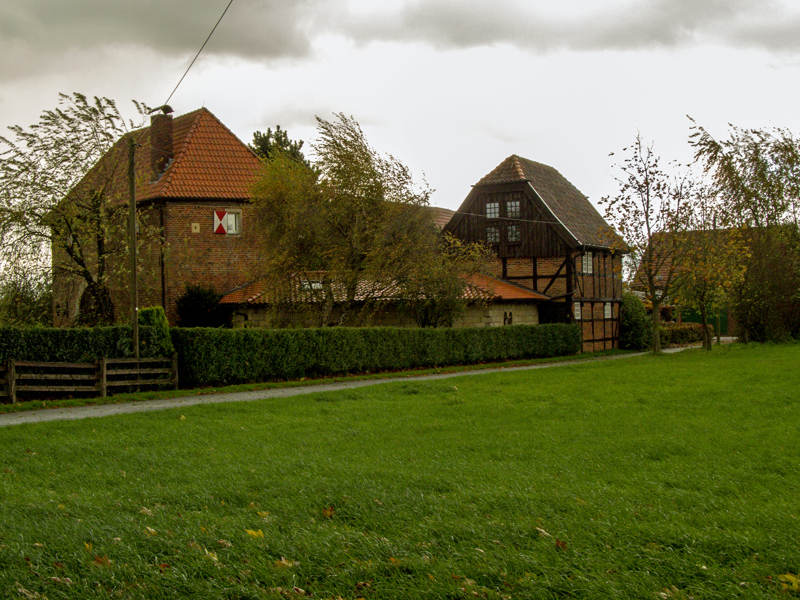
Haus Rockel in Darfeld, Gemeinde Rosendahl, Kreis Coesfeld
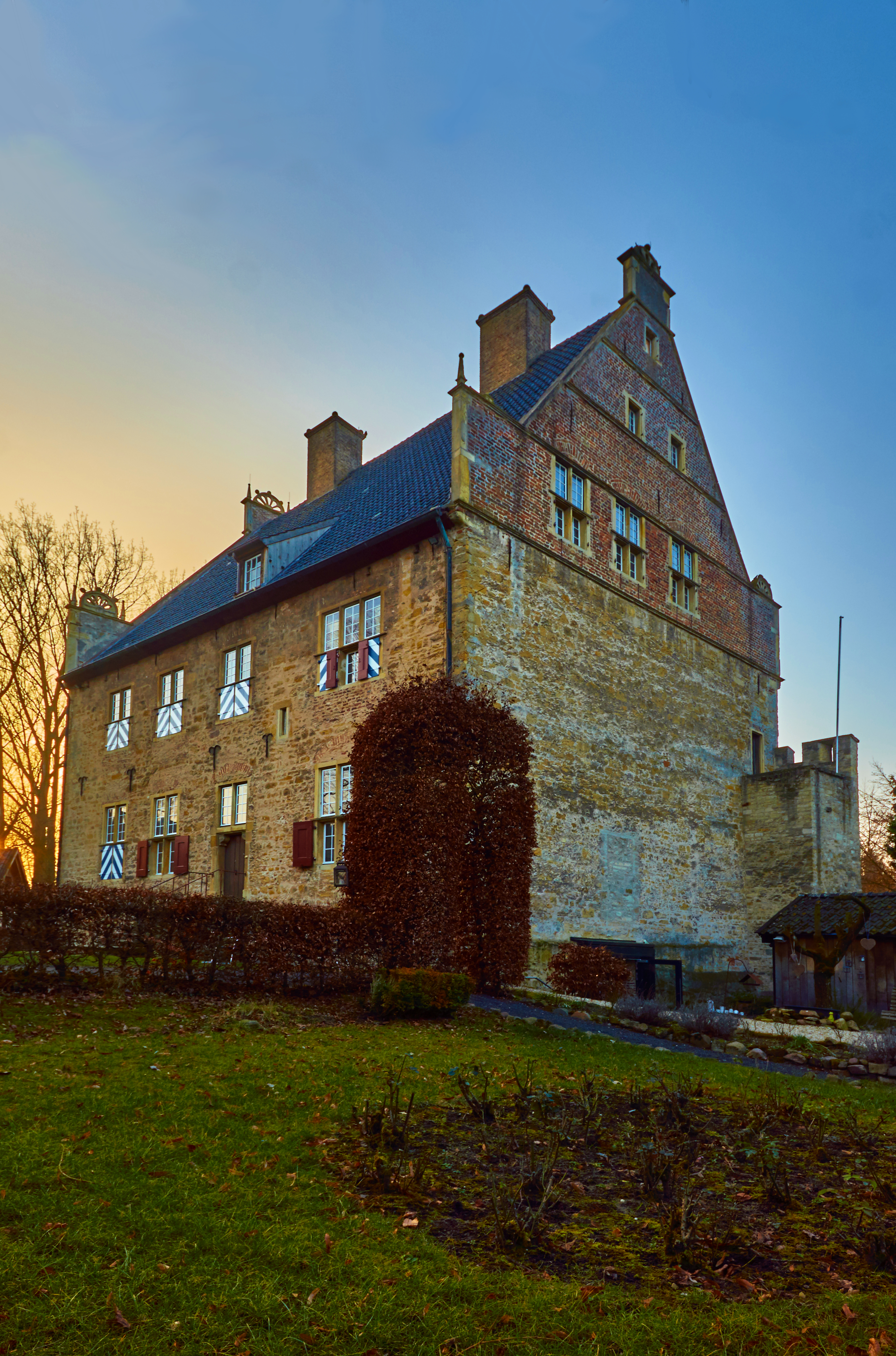
Hohes Haus auf Burg Nienborg

## Persönlichkeiten
- Andreas Valke († 1546), Domherr in Münster
- Bernhard Valke (14. Jhdt. – 1448), Domdechant in Münster und Domherr in Hildesheim
- Bernhard Valke (Domherr), Domherr in Münster
- Elisabeth Valcke, 1607 Äbtissin des Stifts Metelen
- Hermann Valke († 1504), Domherr in Münster
- Johann Valke († 1495), Domherr in Münster
- Johannes Valke († 1433), Domherr in Münster
- Ludolf Valke († 1634), Domherr in Münster und Drost des Amtes Rheine-Bevergern
- Wilhelm Valke († 1568), Domherr in Münster

## Wappen
Blasonierung  des Redenden Wappens: In Gold ein nach links auffliegender brauner (oder schwarzer) Falke. Auf dem schwarz-golden bewulsteten Helm zwei schwarze Büffelhörner, jedes zweimal mit einem goldenen Band umwunden; dazwischen der auffliegende Falke. Helmdecken sind schwarz-golden.
Anton Fahne stellt abweichend dar, dass der Schild silber tingiert ist. Entsprechende Wappenzeichnungen mit schwarz-silbernen Helmdecken und silbernen Büffelhörnern finden sich in einer Vielzahl von Aufschwörungstafeln.

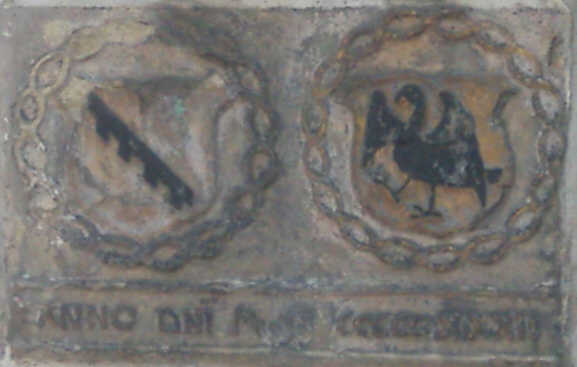
Allianzwappen Morrien-Valcke um 1521 am Torhaus des Falkenhofes
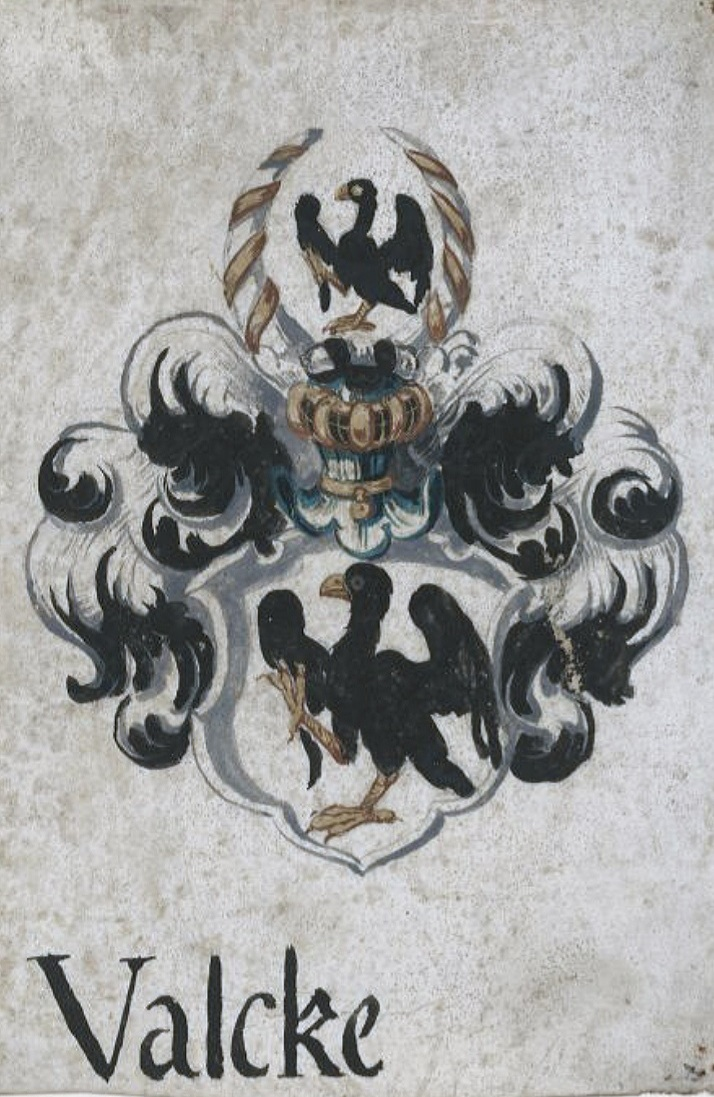
Wappen der Valcke, 17. Jahrhundert
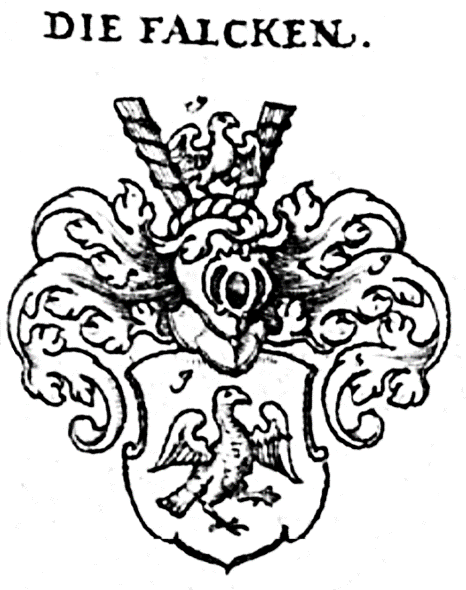
Wappen der Falcke bei Siebmacher (1772)
Wappen der Gemeinde Laer